# Destilleri
Et destilleri eller brænderi er et sted, hvor man fremstiller alkohol ved destillation.